# Sphecodes izumindus
Sphecodes izumindus là một loài Hymenoptera trong họ Halictidae. Loài này được Tsuneki mô tả khoa học năm 1986.